# Кочетин
Кочетин је насеље у Србији у општини Жабари у Браничевском округу. Према попису из 2022. било је 334 становника.

## Демографија
У насељу Кочетин живи 314 пунолетних становника, а просечна старост становништва износи 43,8 година (39,8 код мушкараца и 48,0 код жена). У насељу има 126 домаћинстава, а просечан број чланова по домаћинству је 3,21.
Ово насеље је углавном насељено Србима (према попису из 2002. године), а у последња три пописа, примећен је пад у броју становника.
|  |

| Демографија | Демографија | Демографија |
| Година      | Становника  | Становника  |
| ----------- | ----------- | ----------- |
| 1948.       | 705         |             |
| 1953.       | 705         |             |
| 1961.       | 706         |             |
| 1971.       | 680         |             |
| 1981.       | 634         |             |
| 1991.       | 611         | 455         |
| 2002.       | 404         | 607         |
| 2011.       | 306         |             |

| Етнички састав према попису из 2002.‍ | Етнички састав према попису из 2002.‍ | Етнички састав према попису из 2002.‍ | Етнички састав према попису из 2002.‍ | Етнички састав према попису из 2002.‍ |
| ------------------------------------ | ------------------------------------ | ------------------------------------ | ------------------------------------ | ------------------------------------ |
|                                      |                                      |                                      |                                      |                                      |
| Срби                                 | Срби                                 |                                      | 286                                  | 70,79%                               |
| Власи                                | Власи                                |                                      | 101                                  | 25,0%                                |
| Румуни                               | Румуни                               |                                      | 5                                    | 1,23%                                |
| Црногорци                            | Црногорци                            |                                      | 1                                    | 0,24%                                |
| Словенци                             | Словенци                             |                                      | 1                                    | 0,24%                                |
| непознато                            | непознато                            |                                      | 9                                    | 2,22%                                |

| Година пописа     | 1948. | 1953. | 1961. | 1971. | 1981. | 1991. | 2002. |
| ----------------- | ----- | ----- | ----- | ----- | ----- | ----- | ----- |
| Број домаћинстава | 151   | 150   | 168   | 163   | 150   | 139   | 126   |

| Број чланова      | 1  | 2  | 3  | 4 | 5  | 6  | 7 | 8 | 9 | 10 и више | Просек |
| ----------------- | -- | -- | -- | - | -- | -- | - | - | - | --------- | ------ |
| Број домаћинстава | 36 | 29 | 12 | 8 | 20 | 10 | 7 | 3 | 1 | 0         | 3,21   |

| Пол    | Укупно | Неожењен/Неудата | Ожењен/Удата | Удовац/Удовица | Разведен/Разведена | Непознато |
| ------ | ------ | ---------------- | ------------ | -------------- | ------------------ | --------- |
| Мушки  | 152    | 18               | 98           | 21             | 15                 | 0         |
| Женски | 172    | 15               | 98           | 48             | 11                 | 0         |
| УКУПНО | 324    | 33               | 196          | 69             | 26                 | 0         |

| Пол    | Укупно                    | Пољопривреда, лов и шумарство | Рибарство                            | Вађење руде и камена | Прерађивачка индустрија       |
| ------ | ------------------------- | ----------------------------- | ------------------------------------ | -------------------- | ----------------------------- |
| Мушки  | 92                        | 85                            | 0                                    | 0                    | 0                             |
| Женски | 55                        | 52                            | 0                                    | 0                    | 0                             |
| УКУПНО | 147                       | 137                           | 0                                    | 0                    | 0                             |
| Пол    | Производња и снабдевање   | Грађевинарство                | Трговина                             | Хотели и ресторани   | Саобраћај, складиштење и везе |
| Мушки  | 0                         | 2                             | 2                                    | 0                    | 0                             |
| Женски | 0                         | 0                             | 1                                    | 1                    | 0                             |
| УКУПНО | 0                         | 2                             | 3                                    | 1                    | 0                             |
| Пол    | Финансијско посредовање   | Некретнине                    | Државна управа и одбрана             | Образовање           | Здравствени и социјални рад   |
| Мушки  | 0                         | 0                             | 0                                    | 1                    | 0                             |
| Женски | 0                         | 0                             | 0                                    | 0                    | 0                             |
| УКУПНО | 0                         | 0                             | 0                                    | 1                    | 0                             |
| Пол    | Остале услужне активности | Приватна домаћинства          | Екстериторијалне организације и тела | Непознато            | Непознато                     |
| Мушки  | 0                         | 0                             | 0                                    | 2                    | 2                             |
| Женски | 1                         | 0                             | 0                                    | 0                    | 0                             |
| УКУПНО | 1                         | 0                             | 0                                    | 2                    | 2                             |